# Le Livre du Bonheur
Le Livre du bonheur est un manuscrit enluminé réalisé en 1582 dans l’Empire ottoman. Commandité par le sultan Mourad III, qui dirigea l’empire entre 1574 et 1595, son texte fut traduit de l’arabe et toutes ses miniatures semblent avoir été réalisées sous la direction de Ustad ‘Osman, auteur indiscutable de la série initiale d’images dédiées aux signes du zodiaque1. ‘Osman, qui était à la tête des peintres de l’atelier du Sérail dès 1570, fut à l’origine d’un style qui influença d’autres artistes de la cour de Mourad et se démarquait par la précision des portraits.

## Mourad III et son époque
Dans la seconde moitié du XVIe siècle, les territoires de l’Empire ottoman s’étendaient de Budapest à Bagdad et d’Oman et Tunis jusqu’à La Mecque et Médine, comprenant des villes aussi importantes que Damas, Alexandrie ou Le Caire. Les Turcs contrôlaient en plus la route de la soie, la mer Noire, ainsi que la moitié orientale de la Méditerranée. L’empereur gouvernait l’empire depuis Constantinople, où les architectes, les peintres, les calligraphes, les orfèvres, les céramistes et les poètes étaient à son service. Petit-fils de Soliman le Magnifique, Mourad fut un sultan cultivé et sybarite, un grand mécène de l’art et en grande partie responsable du développement impressionnant de la peinture turque au XVIe siècle et du début du XVIIe, période considérée comme la plus féconde de cette dernière. Son règne fut également marqué par les guerres incessantes avec l’Iran et avec les États européens chrétiens.
Le sultan Mourad III était entièrement absorbé par l’intense vie politique, culturelle et sentimentale du harem. Il eut 103 enfants, dont seuls 47 lui survécurent. En fait, il commanda ce traité du bonheur spécialement pour sa fille Fatima. Mourad mourut dans le palais Topkapi à Constantinople en 15952.

## L’œuvre

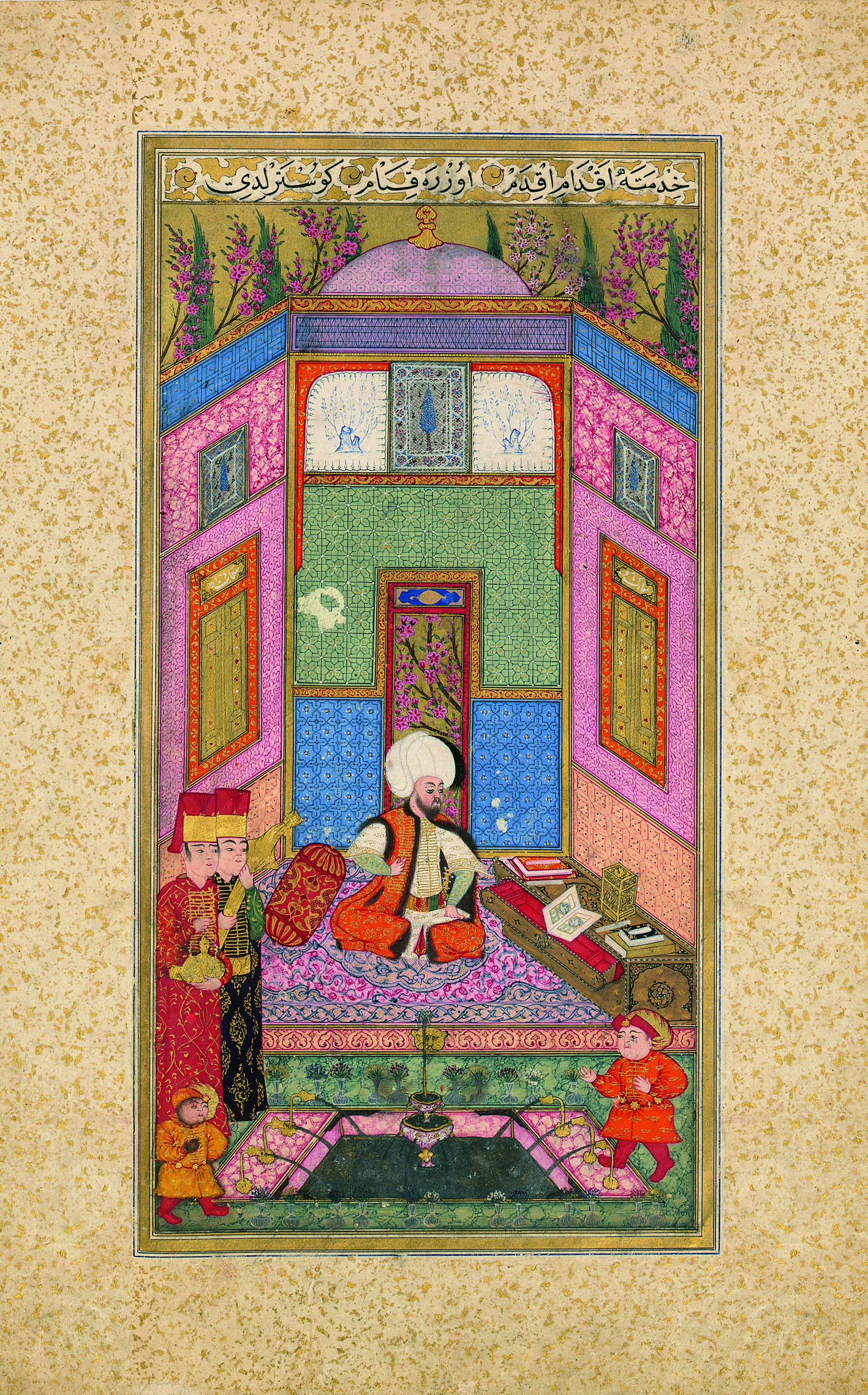
Le Livre du bonheur, f. 7.

Le Livre du bonheur contient des descriptions détaillées des caractéristiques personnelles des natifs de chacun des douze signes du zodiaque. Pour illustrer ces descriptions, on découvre une série de peintures qui représentent des situations distinctes de l’être humain selon la conjonction des planètes, des tables de concordances physionomiques, d’autres destinées à l’interprétation correcte des rêves, ainsi qu’un traité de divination énigmatique grâce auquel chacun peut prévoir sa destinée.
Le manuscrit constitue un témoignage incomparable du monde oriental de l’époque, peuplé de personnages mystérieux aux poses étranges, portant des vêtements exotiques aux magnifiques couleurs, de palais et de demeures luxueuses, de mosquées… Les animaux exotiques abondent également, tels les paons royaux et les serpents de mer, sans compter les nombreux oiseaux dont le dessin stylisé révèle une influence notable de la peinture japonaise. En outre, on trouve une section dédiée aux monstres, démons et créatures appartenant à l’imaginaire médiéval turc.
En 2007, l’éditeur M. Moleiro publia la première et unique reproduction fac-similée du Livre du bonheur, dans une édition limitée à 987 exemplaires. L’édition est accompagnée d’un volume d’études dû à Miguel Ángel de Bunes Ibarra (CSIC), Evrim Türkçelik (CSIC, Günsel Renda (professeur d’art ottoman, université Koç) et Stefano Carboni (Metropolitan Museum of Art).